# Цепра
Цепра (бел. Цапра́, Цэпра) — река в Белоруссии, протекает по территории Несвижского и Клецкого районов Минской области, левый приток Лани (бассейн Днепра). Длина реки — 21 км, площадь водосборного бассейна — 123 км². Средний наклон водной поверхности 1,7 м/км.
Основной приток — река Коник (левый).
Исток реки находится в Несвижском районе северо-восточнее деревни Габруны. Исток находится на водоразделе Чёрного и Балтийского морей, рядом берёт начало река Выня, бассейн Немана.
Общее направление течения — юго-запад. Большая часть течения проходит по Копыльской гряде. Русло канализировано, в двух местах устроены плотины и запруды — около деревни Плешевичи Несвижского района (площадь запруды 21,8 га) и деревни Зубки Клецкого района (площадь запруды 34 га).
Впадает в Лань между сёлами Красная Звезда и Грицевичи. Ширина реки у устья около 10 метров, скорость течения 0,1 м/с.
Долина реки в основном безлесая, плотно заселена. Река протекает несколько деревень и сёл: Габруны, Текаловщина, Леоновичи, Смоличи, Ляхи (Несвижский район); Половковичи, Зубки, Сухличи, Зерновая, Гурновщина, Головачи, Цепра и Красная Звезда (Клецкий район).